# Форт-Луи
Форт-Луи́ (фр. Fort-Louis) — коммуна на северо-востоке Франции в регионе Гранд-Эст (бывший Эльзас — Шампань — Арденны — Лотарингия), департамент Нижний Рейн, округ Агно-Висамбур, кантон Бишвиллер.

## Географическое положение
Коммуна расположена на расстоянии около 420 км на восток от Парижа и в 34 км северо-восточнее Страсбура.
Площадь коммуны — 12,31 км², население — 288 человек (2006) с тенденцией к росту: 312 человек (2013), плотность населения — 25,4 чел/км².

## Население
Население коммуны в 2011 году составляло 331 человек, в 2012 году — 321 человек, а в 2013-м — 312 человек.
| 1962 | 1968 | 1975 | 1982 | 1990 | 1999 | 2006 | 2008 | 2011 | 2012 | 2013 |
| ---- | ---- | ---- | ---- | ---- | ---- | ---- | ---- | ---- | ---- | ---- |
| 179  | 158  | 169  | 167  | 223  | 239  | 288  | 315  | 331  | 321  | 312  |

Динамика населения:

## Экономика
В 2010 году из 233 человек трудоспособного возраста (от 15 до 64 лет) 185 были экономически активными, 48 — неактивными (показатель активности 79,4 %, в 1999 году — 73,5 %). Из 185 активных трудоспособных жителей работали 172 человека (103 мужчины и 69 женщин), 13 числились безработными (трое мужчин и 10 женщин). Среди 48 трудоспособных неактивных граждан 13 были учениками либо студентами, 15 — пенсионерами, а ещё 20 — были неактивны в силу других причин.

## Достопримечательности
- Южный вход в форт
- Ворота форта
- Здание мэрии